# Thomas Coryat

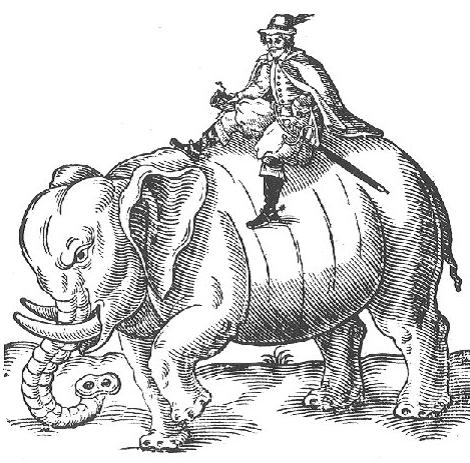
Grabado de Thomas Coriate Traueller for the English Wits, Londres (1616)

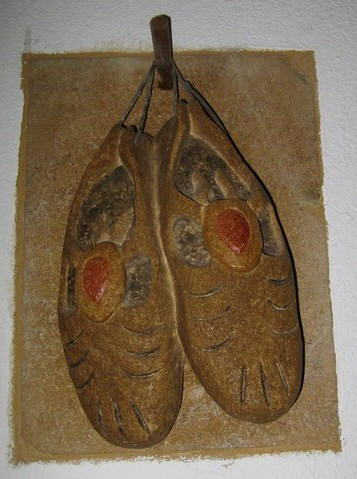
Réplica del calzado de Thomas Coryat en la iglesia de San Pedro y San Pablo de Odcombe, Somerset.

Thomas Coryat (también Coryate) (ca. 1577-1617) fue un viajero y escritor inglés de finales de la época isabelina y principios de la jacobita. 
Es principalmente recordado por los dos volúmenes de escritos que dejó sobre sus viajes, a menudo a pie, a través de Europa y partes de Asia. A menudo se le atribuye la introducción del tenedor de mesa en Inglaterra, siendo uno de sus apodos «Furcifer» (palabra latina para fork-bearer, rascal; en español, 'tenedor-portador', 'canalla'). Su descripción de cómo los italianos se protegían a sí mismos con un escudo del sol dio lugar a que la palabra «umbrella» [paraguas] se introdujese en el inglés.

## Vida y escritos

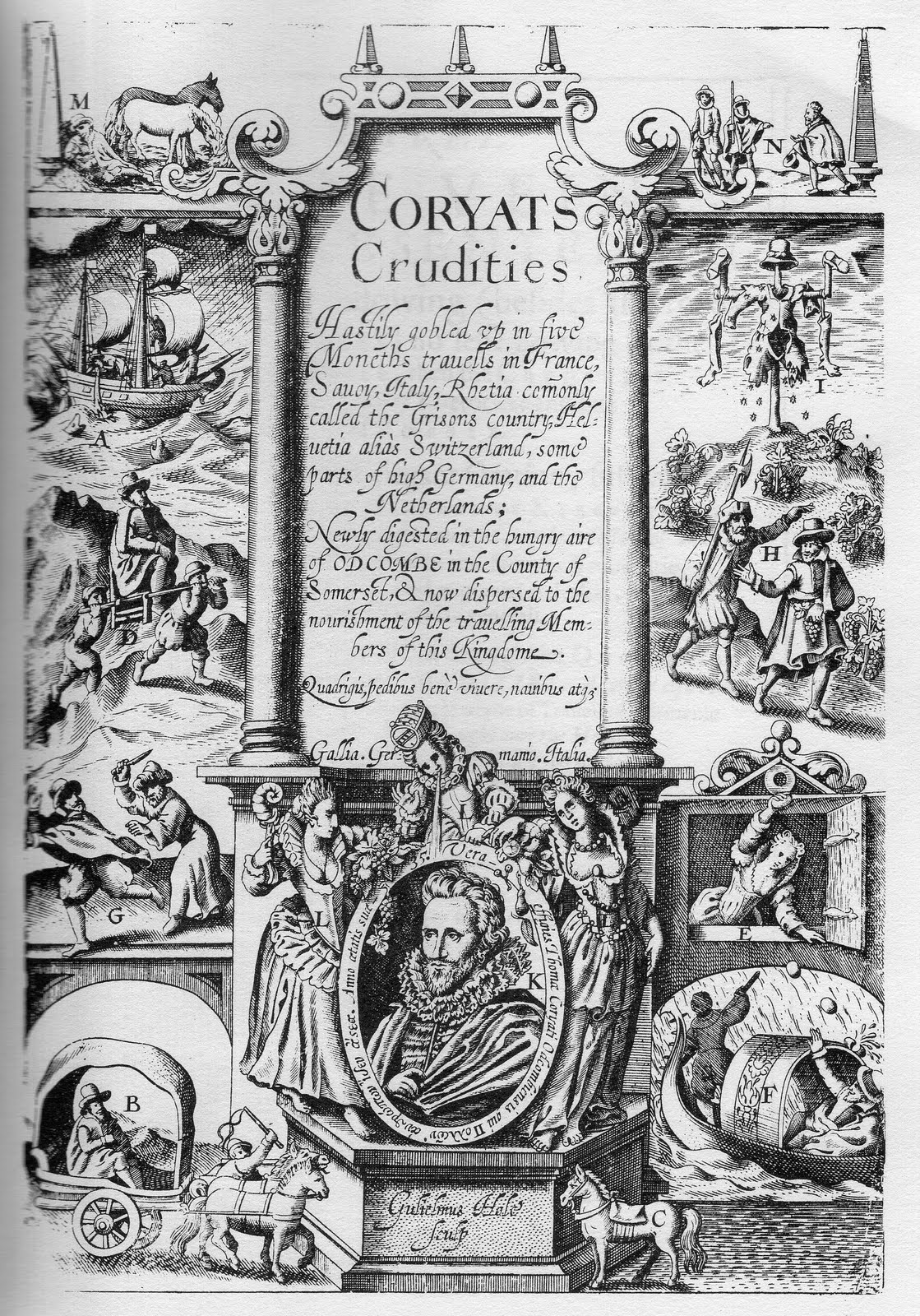
Portada de la obra Coryat's Crudities (1611)

Coryat  nació en Crewkerne, Somerset, y vivió la mayor parte de su vida en la aldea de Somerset de Odcombe. Era hijo de George Coryate (fallecido en 1607). Fue educado en el Winchester College desde 1591 y en Gloucester Hall, de 1596 a 1599. Más tarde fue empleado por el príncipe Henry, hijo mayor de James I, como una suerte de «bufón de la corte» (court jester), de 1603 a 1607, junto con Ben Jonson, John Donne e Inigo Jones.
De mayo a octubre de 1608 realizó una gira por Europa, algo menos de la mitad de la cual  la hizo a pie. Viajó a través de Francia e Italia a Venecia, y regresó a través de Suiza, Alemania y los Países Bajos. Publicó sus memorias de los hechos en un volumen titulado  Coryat's Crudities hastily gobbled up in Five Months Travels in France, Italy, &c (1611). Este volumen ofrece una imagen vívida de la vida en Europa durante ese tiempo.
El trabajo es particularmente importante para los historiadores de la música por brindar detalles extraordinarios de las actividades de la escuela veneciana, uno de los movimientos musicales contemporáneos más famosos y progresistas de Europa, incluida una descripción detallada de las festividades en la iglesia de iglesia de San Rocco en Venecia, con música policoral e instrumental de Giovanni Gabrieli, Bartolomeo Barbarino (c. 1568-c. 1617) y otros. En 1611 publicó un segundo volumen de escritos de viaje, este titulado Coryats Crambe, or his Coleworte twice Sodden. Las cartas de Coryat de esta época se refieren a la famosa Mermaid Tavern  en Londres y mencionan a Ben Jonson, John Donne y otros miembros de un club de bebedores llamado "Fraternity of Sireniacal Gentlemen" que se reunían allí.
Siempre inquieto, partió una vez más en 1612, esta vez en un viaje que finalmente lo llevaría a Asia, visitando Grecia, el Mediterráneo oriental, incluida Constantinopla en 1614, y caminando por Turquía, Persia y, finalmente, la India mogol en 1615, visitando la corte del emperador Jahangir en Ajmer, Rajastán. Desde Agra y otros lugares envió cartas describiendo sus experiencias; sus Greetings from the Court of the Great Mogul  [Saludos desde la corte del Gran Mogol] se publicaron en Londres en 1616, y un volumen similar de sus cartas a casa apareció póstumamente en 1618. En septiembre de 1617, por invitación de sir Thomas Roe, visitó la corte imperial en Mandu, Madhya Pradesh. En noviembre de 1617 partió hacia Surat; murió allí de disentería en diciembre de ese año, su muerte fue acelerada por el consumo de sack. Aunque el relato que tenía planeado del viaje nunca se concretaría, algunas de sus notas de viaje desorganizadas sobrevivieron y encontraron su camino de regreso a Inglaterra. Estas se publicaron en la edición de 1625 de Samuel Purchas, Hakluytus Posthumus or Purchas his Pilgrimes, contayning a History of the World in Sea Voyages and Lande Travells, by Englishmen and others..
Los escritos de Coryat fueron muy populares en aquella época. Sus relatos de inscripciones, muchas de las cuales se han perdido, eran valiosos; y sus relatos de las costumbres italianas y de las costumbres como el uso del tenedor de mesa fueron influyentes en Inglaterra, en un momento en que otros aspectos de la cultura italiana, como las piezas musicales de los madrigales, ya estaban en boga desde hacía más de veinte años.
Coryat es considerado por muchos como el primer británico que hizo un Grand Tour de Europa, una práctica que se convirtió en uno de los pilares de la educación de los hombres británicos de clase alta en el siglo XVIII.

## Legado

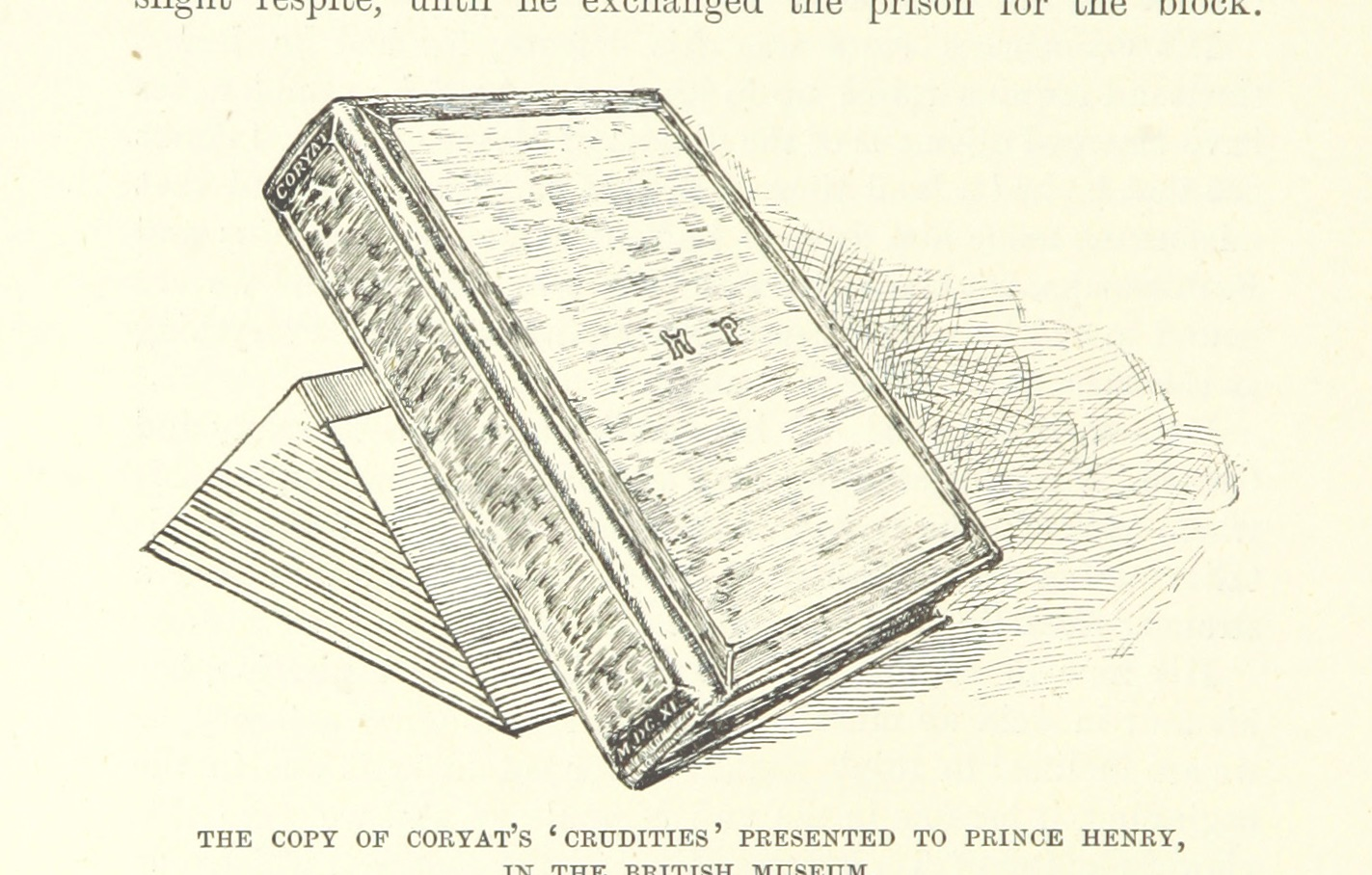

El lugar de su tumba es incierto. Como entonces no había un cementerio inglés regular en Surat, su cuerpo fue enterrado al norte de la ciudad en el lado occidental de la carretera que conduce a Bharuch. Otro viajero, Terry, notó que su cuerpo fue enterrado en Swally (Suvali), donde también estaban enterrados otros ingleses, pero este relato no es confiable, ya que fue escrito 40 años después de la muerte de Coryat. La List of Tombs and Monuments in the Bombay Presidency [Lista de tumbas y monumentos de la presidencia de Bombay] lo había descrito como «que consiste en una cúpula que descansa sobre pilares circulares» en estilo arquitectónico musulmán, que es similar a un monumento presente en Rajgari cerca de Suvali. Este monumento es ahora Monumento Protegido por el Estado identificándolo como la tumba de Tom Coryat (S-GJ-231). No hay inscripción u otra pista que lo respalde como la tumba; sin embargo, se sabe que originalmente la tumba solo tenía dos piedras marcadas y no se sabe por qué se erigió un monumento más tarde.  Thomas Herbert, que visitó la India diez años después de la muerte de Coryat, señaló que un embajador persa, que murió a bordo de la flota en Swally, fue enterrado cerca de él en Surat. Al  Dr. John Fryer, que estuvo en Surat en 1675, se le mostraron las tumbas del embajador persa y de Coryat, junto con varias tumbas cristianas armenias fuera de la puerta de Bharuch. Se desconoce la ubicación original de la puerta, ya que el antiguo fuerte de paredes de adobe fue reemplazado por un fuerte de paredes de ladrillo después de la batalla de Surat (1664). Durante el período británico, William Morrison, el coleccionista de Surat, trató de encontrar la tumba y luego concluyó que se había perdido en las inundaciones periódicas del río Tapi.
El escritor e historiador de viajes británico William Dalrymple cita a Coryat como «uno de mis héroes escritores de viajes» en su primer libro In Xanadu (1989).
El escritor de viajes y humorista británico Tim Moore  volvió sobre los pasos de la gira de Coryat por Europa, como se relata en su libro Continental Drifter (2000). En 2008, el también viajero y escritor de viajes Daniel Allen publicó un relato de su viaje en bicicleta de nueve meses siguiendo el viaje de Coryat hacia el este, titulado The Sky Above, The Kingdom Below [El Cielo arriba, el Reino abajo]
El fundador de Lonely Planet, Tony Wheeler, habló en el Australian Festival of Travel Writing [Festival Australiano de Escritura de Viajes] sobre Thomas Coryat. Wheeler trazó el viaje de Coryate (su ortografía) mientras observaba la invención de los viajes de placer. Visitó su supuesta tumba en Rajgari cerca de Surat en 2010.

## Cronología
Los principales acontecimientos en la vida de Coryat fueron los siguientes:
- 1591-1596: asistencia al Winchester College;
- 1596-1599: asistencia a Gloucester Hall;
- 1603-1607: trabajó como «bufón de la corte» informal de Henry, príncipe de Gales, hijo de James I. Algunos miembros de esa Corte eran Ben Jonson, John Donne e Inigo Jones, entre otros;
- 1608 (mayo-oct): viaje a través de Francia e Italia hasta Venecia; regreso a través de Suiza, Alemania y los Países Bajos;
- 1611: publicación de Coyates Crudities;
- 1612-1614: viaje a Constantinopla y a Tierra Santa;
- 1615-1616:caminó a través de Turquía, Persia y el Imperio Mongol India hasta la corte del emperador Jahangir en Ajmer, Gujarat;
- 1617 (sept.): por invitación de sir Thomas Roe, visita la corte imperial en Mandu, Malwa;
- 1617 (nov.): partida hacia Surat en Gujarat;
- 1617 (dic.): muerte de disentería en Surat.